# Fillemon Wise Immanuel
Fillemon Wise Immanuel, auch Fillemon Wise Emmanuel (* 20. Jahrhundert in Südwestafrika), ist ein namibischer Politiker der SWAPO und seit dem 22. März 2025 Minister für Justiz und Arbeitsbeziehungen im Kabinett Nandi-Ndaitwah.
Er ist seit 2025, auf Berufung durch Staatspräsidentin Netumbo Nandi-Ndaitwah, Abgeordneter ohne Stimmrecht der Nationalversammlung. 

## Lebensweg
Immanuel wuchs in Onaluhaka auf und besuchte zunächst die International Primary School, anschließend die Amen Primary School und wechselte dann auf die Mweshipandeka Secondary School. Seine berufliche Karriere begann Immanuel als Regionalentwickler im Regionalrat von Khomas und wechselte dann an die University of Namibia, wo er sich bis zum Kampusleiter hocharbeitete. Beim Namibia Students Financial Assistance Fund (NSFAF) war Immanuel später Unternehmenssekretär. Immanuel diente zudem seit 2022 im Aufsichtsrat der Namibian Qualifications Authority (NQA).
Immanuel ist studierter Jurist.